# Verhalen van de tweelingbroers
Verhalen van de tweelingbroers is een kinderboek uit 1961. Het boek is het debuut van Tonke Dragt. In 2019 kreeg het de nieuwe naam 'De goudsmid en de meesterdief'. 
Het boek handelt over twee broers, Jiacomo en Laurenzo, die zo veel op elkaar lijken dat ze steeds met elkaar verward worden. Hierdoor beleven ze vele avonturen. Laurenzo is actief als smid van edele metalen, Jiacomo is actief als dief, maar is aan het einde van het boek bekend advocaat. Het boek is een vrije sprookjesachtige bewerking van Babinase balladen.